# Emil Vind
Carl Rudolph Emil Vind (12. januar 1829 i Odense – 26. juli 1906 i Berlin, Tyskland) var en dansk godsejer til Bækkeskov og diplomat, bror til Sophus Vind.
Emil Vind var søn af kammerherre Christian Andreas Vind til Sanderumgård og Bækkeskov (1794-1869) og Anna Sophie Elisabeth f. Hoppe (1803-1882). Efter at have studeret på Sorø Akademi og der taget studentereksamen i 1848 og året efter filosofikum begyndte Vind at forberede sig til statsvidenskabelig eksamen, som han underkastede sig i 1854, hvorpå han samme år indtrådte som volontær i Udenrigsministeriet. 1857 blev Vind efter en længere udenlandsrejse legationssekretær ved det kongl. forbundsgesandtskab i Frankfurt, en stilling han 4 år senere ombyttede med legationssekretærposten i Sankt Petersborg, hvor han forblev over 22 år, først i 7 år i egenskab af sekretær og fra januar 1868 som overordentlig gesandt og befuldmægtiget minister.
Som anerkendelse af hans virksomhed blev Vind i 1866 kammerherre, i 1873 Kommandør af Dannebrog af 2. grad, i 1876 af 1. grad og endelig Storkors i 1883, året før han forflyttedes til den endnu vigtigere gesandtpost i Berlin, som han beklædte lige til sin udtrædelse af statens tjeneste i året 1902, ved hvilken lejlighed han udnævntes til gehejmekonferensråd. Vind blev i 1901 tillige akkrediteret som gesandt ved de mecklenborgske hoffer og udførte desuden flere særlige missioner til tyske fyrster.